# Oberohrn
Oberohrn is een plaats in de Duitse gemeente Pfedelbach, deelstaat Baden-Württemberg, en telt 336 inwoners (31 december 2016).

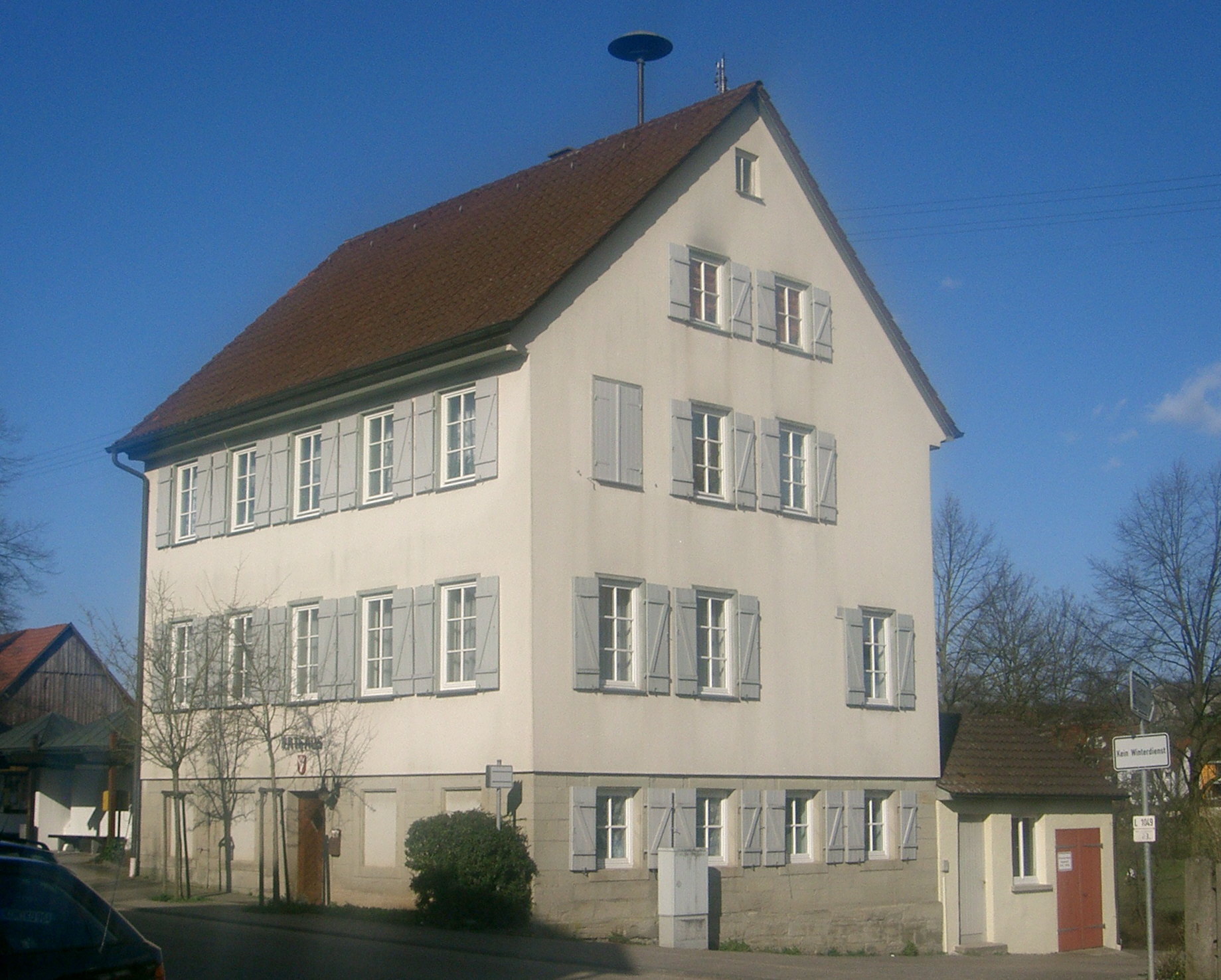
Voormalig raadhuis